# Lijst van voetbalinterlands Engeland - Slowakije
Deze lijst van voetbalinterlands is een overzicht van alle officiële voetbalwedstrijden tussen de nationale teams van Engeland en Slowakije. De landen speelden tot op heden zeven keer tegen elkaar. Het eerste duel, een kwalificatiewedstrijd voor het Europees kampioenschap voetbal 2004, werd gespeeld in Bratislava op 12 oktober 2002. De laatste ontmoeting, een achtste finale van het Europees kampioenschap voetbal 2024, vond plaats in Gelsenkirchen (Duitsland) op 30 juni 2024

## Wedstrijden
| № | Plaats        | Datum            | Competitie           | Wedstrijd            | Uitslag |
| - | ------------- | ---------------- | -------------------- | -------------------- | ------- |
| 1 | Bratislava    | 12 oktober 2002  | EK 2004 kwalificatie | Slowakije – Engeland | 1 – 2   |
| 2 | Middlesbrough | 11 juni 2003     | EK 2004 kwalificatie | Engeland – Slowakije | 2 – 1   |
| 3 | Londen        | 28 maart 2009    | Vriendschappelijk    | Engeland – Slowakije | 4 – 0   |
| 4 | Saint-Étienne | 20 juni 2016     | EK 2016              | Slowakije – Engeland | 0 – 0   |
| 5 | Trnava        | 4 september 2016 | WK 2018 kwalificatie | Slowakije – Engeland | 0 – 1   |
| 6 | Londen        | 4 september 2017 | WK 2018 kwalificatie | Engeland – Slowakije | 2 – 1   |
| 7 | Gelsenkirchen | 30 juni 2024     | EK 2024              | Engeland – Slowakije | 2 – 1   |

## Samenvatting
| Competitie        | Totaal gespeeld | Winst Engeland | Gelijk | Winst Slowakije | Doelsaldo Engeland – Slowakije |
| ----------------- | --------------- | -------------- | ------ | --------------- | ------------------------------ |
| WK-kwalificatie   | 2               | 2              | 0      | 0               | 3 − 1                          |
| EK-eindronde      | 2               | 1              | 1      | 0               | 2 − 1                          |
| EK-kwalificatie   | 2               | 2              | 0      | 0               | 4 − 2                          |
| Vriendschappelijk | 1               | 1              | 0      | 0               | 4 − 0                          |
| Totaal            | 7               | 6              | 1      | 0               | 13 − 4                         |

Wedstrijden bepaald door strafschoppen worden, in lijn met de FIFA, als een gelijkspel gerekend.

## Details

### Eerste ontmoeting
| EK 2004 kwalificatie (Bratislava, Slowakije, 12 oktober 2002): |              | |
| Slowakije | 1 – 2        | Engeland |
| Szilárd Németh 23' | goals        | 23' David Beckham 82' Michael Owen |
| Ladislav Jurkemik | bondscoach   | Sven-Göran Eriksson |
| Miroslav König Marián Zeman Peter Dzúrik Peter Hlinka Attila Pinte 89' Miroslav Karhan Martin Petráš Vladimír Janočko 89' Vladimír Leitner Róbert Vittek 81' Szilárd Németh | opstellingen | David Seaman Gary Neville Ashley Cole Gareth Southgate Jonathan Woodgate David Beckham Nicky Butt 76' Steven Gerrard Paul Scholes 86' Michael Owen 90+3' Emile Heskey |
| Ľuboš Reiter 81' Jozef Kožlej 89' Marek Mintál 89' | wissels      | 76' Kieron Dyer 86' Owen Hargreaves 90+3' Alan Smith |
| Róbert Vittek 31' Vladimír Leitner 63' Marián Zeman 86' | gele kaarten | 43' Steven Gerrard 68' Paul Scholes |

### Tweede ontmoeting
| EK 2004 kwalificatie (Middlesbrough, Verenigd Koninkrijk, 11 juni 2003):                                                                                    |              | |
| Engeland | 2 – 1        | Slowakije |
| Michael Owen 61' (pen.) Michael Owen 72' | goals        | 31' Vladimír Janočko |
| Sven-Göran Eriksson | bondscoach   | Ladislav Jurkemik |
| David James Danny Mills 43' Gareth Southgate Matthew Upson Ashley Cole Phil Neville Steven Gerrard Paul Scholes Frank Lampard Michael Owen Wayne Rooney 58' | opstellingen | Miroslav König Michal Hanek Marián Zeman Martin Petráš 38' Vladimír Labant Vladimír Janočko 56' Igor Demo Radoslav Zabavník Rastislav Michalík 76' Szilárd Németh Róbert Vittek |
| Owen Hargreaves 43' Darius Vassell 58' | wissels      | 38' Ondrej Debnár 56' Marek Mintál 76' Ľuboš Reiter |
| | gele kaarten | 60' Michal Hanek 63' Róbert Vittek 89' Ondrej Debnár |

### Derde ontmoeting
| Vriendschappelijk (Londen, Verenigd Koninkrijk, 28 maart 2009):                                                                                                |              | |
| Engeland | 4 – 0        | Slowakije |
| Emile Heskey 7' Wayne Rooney 70' Frank Lampard 82' Wayne Rooney 90+2'                                                                                          | goals        | |
| Fabio Capello | bondscoach   | Vladimír Weiss |
| David James 46' Glen Johnson Ashley Cole Gareth Barry Matthew Upson John Terry Aaron Lennon 46' Frank Lampard Wayne Rooney Emile Heskey 15' Steven Gerrard 46' | opstellingen | Štefan Senecký Peter Pekarík Jozef Valachovič Martin Škrtel 46' Marek Čech 83' Miroslav Karhan Radoslav Zabavník 71' Stanislav Šesták 62' Ján Kozák 79' Marek Hamšík 46' Róbert Vittek |
| Carlton Cole 15' 35' Peter Crouch 35' 74' Ben Foster 46' David Beckham 46' Stewart Downing 46' Michael Carrick 74'                                             | wissels      | 46' Erik Jendrišek 46' Filip Hološko 62' Marek Sapara 71' Martin Jakubko 79' Marek Mintál 83' Zdeno Štrba                                                                              |
| | gele kaarten | 77' Marek Sapara |

### Vierde ontmoeting
| EK 2016 (Saint-Étienne, Frankrijk, 20 juni 2016): |              | |
| Slowakije | 0 – 0        | Engeland |
| | goals        | |
| Ján Kozák | bondscoach   | Roy Hodgson |
| Matúš Kozáčik Martin Škrtel Tomáš Hubočan Peter Pekarík Juraj Kucka Ján Ďurica Marek Hamšík Vladimír Weiss 78' Viktor Pečovský 67' Ondrej Duda 57' Róbert Mak | opstellingen | Joe Hart Ryan Bertrand Chris Smalling Gary Cahill Nathaniel Clyne Eric Dier 60' Adam Lallana Jordan Henderson 56' Jack Wilshere 76' Daniel Sturridge Jamie Vardy |
| Dušan Švento 57' Norbert Gyömbér 67' Milan Škriniar 78' | wissels      | 56' Wayne Rooney 60' Dele Alli 76' Harry Kane |
| Viktor Pečovský 24' | gele kaarten | 52' Ryan Bertrand |

### Vijfde ontmoeting
| WK 2018 kwalificatie (Trnava, Slowakije, 4 september 2016):                                                                                                 |              | |
| Slowakije | 0 – 1        | Engeland |
| | goals        | 90+5' Adam Lallana |
| Ján Kozák | bondscoach   | Sam Allardyce |
| Matúš Kozáčik Peter Pekarík Martin Škrtel Ján Ďurica Jan Gregus Tomáš Hubočan Marek Hamšík Dušan Švento 78' Róbert Mak 72' Michal Ďuriš Viktor Pečovský 56' | opstellingen | Joe Hart Kyle Walker Danny Rose Eric Dier Gary Cahill John Stones 71' Raheem Sterling 64' Jordan Henderson Wayne Rooney Adam Lallana 82' Harry Kane |
| Norbert Gyömbér 56' František Kubík 72' Filip Kiss 78' | wissels      | 64' Dele Alli 71' Theo Walcott 82' Daniel Sturridge                                                                                                 |
| Martin Škrtel 25', 57' | rode kaarten | |
| - Enige duel van Engeland onder leiding van bondscoach Sam Allardyce.                                                                                       |              | |